# Skyler Samuels
Skyler Samuels (Los Angeles, 1994. április 14. –) amerikai színésznő, modell.
Leginkább olyan televíziós sorozatokból ismert, mint a Varázslók a Waverly helyből, a Titkok otthona, a The Nine Lives of Chloe King, a Scream Queens – Gyilkos történet és a The Gifted – Kiválasztottak.

## Gyermekkora és családja
Los Angelesben született. Édesanyja, Kathy televíziós producer, édesapja, Scott amerikai marsall. Négy testvére van: egy bátyja, egy nővére és két öccse.
A 2010-es évek közepén a Stanford Egyetem hallgatója volt.

## Pályafutása
Kisebb televíziós szerepeket követően 2007 és 2008 között a Varázslók a Waverly helyből című fantasysorozatban alakította Gertrude "Gigi" Hollingsworth visszatérő szereplőt. 2009-ben A mostohaapa, 2010-ben pedig a Drágán add a rétedet című filmekben vállalt szerepléseket. 2010-ben főszerepet kapott a Titkok otthona, 2011-ben a The Nine Lives of Chloe King drámasorozatokban, utóbbiban, mint címszereplő.
Az Amerikai Horror Story negyedik évadjában (2014–2015) Bonnie Lipton szerepében tűnt fel. 2015-ben a Scream Queens – Gyilkos történet első évadjának egyik főszereplője volt. 2017-től 2019-ig a Stepfordi Kakukkok becenévre hallgató három Frost-nővért formálta meg a The Gifted – Kiválasztottak című Marvel-szuperhős sorozatban.

## Filmográfia

### Film
| Év   | Magyar cím           | Eredeti cím                                                          | Szerep               | Magyar hang  |
| ---- | -------------------- | -------------------------------------------------------------------- | -------------------- | ------------ |
| 2005 | Kölyökpilóta         | Junior Pilot                                                         | Mary Jo              |              |
| 2005 |                      | The Adventures of Big Handsome Guy and His Little Friend (rövidfilm) | gyönyörű fiatal lány |              |
| 2005 |                      | A Host of Trouble (rövidfilm)                                        | Maureen              |              |
| 2009 | A mostohaapa         | The Stepfather                                                       | Beth Harding         | Csifó Dorina |
| 2010 | Drágán add a rétedet | Furry Vengeance                                                      | Amber                | Vadász Bea   |
| 2014 |                      | Helicopter Mom                                                       | Carrie               |              |
| 2015 |                      | The DUFF                                                             | Jess Harris          |              |
| 2016 |                      | The Last Virgin in LA (rövidfilm)                                    | Courtney             |              |
| 2018 |                      | Public Disturbance                                                   | Kasey                |              |
| 2018 |                      | Sharon 1.2.3.                                                        | Sharon #3            |              |
| 2018 |                      | Spare Room                                                           | Lillian              |              |
| 2021 |                      | Masquerade                                                           | nő                   |              |
| 2021 |                      | For Every Good Invention (rövidfilm)                                 | Mary                 |              |
| 2023 | Meg 2. – Az árok     | Meg 2: The Trench                                                    | Jess                 | Széles Flóra |

### Televízió
| Év        | Magyar cím                               | Eredeti cím                       | Szerep                                 | Megjegyzések                                           |
| --------- | ---------------------------------------- | --------------------------------- | -------------------------------------- | ------------------------------------------------------ |
| 2004      | Drake és Josh                            | Drake & Josh                      | Ashley Blake                           | 1 epizód                                               |
| 2005      | Zack és Cody élete                       | The Suite Life of Zack & Cody     | Brianna                                | 1 epizód                                               |
| 2005      |                                          | That’s So Raven                   | Chrissy Collins                        | 1 epizód                                               |
| 2006      |                                          | Love, Inc.                        | Maureen                                | 1 epizód                                               |
| 2007–2008 | Varázslók a Waverly helyből              | Wizards of Waverly Place          | Gigi Hollingsworth                     | 3 epizód                                               |
| 2009      |                                          | Bless This Mess                   | Libby                                  | tévéfilm                                               |
| 2010      | Titkok otthona                           | The Gates                         | Andie Bates                            | főszereplő (13 epizód)                                 |
| 2011      |                                          | The Nine Lives of Chloe King      | Chloe King                             | főszereplő (10 epizód)                                 |
| 2013      |                                          | Bloodline                         | Bird Benson                            | tévéfilm                                               |
| 2014      | Amerikai Horror Story: Rémségek cirkusza | American Horror Story: Freak Show | Bonnie Lipton                          | 4 epizód                                               |
| 2015      | Scream Queens – Gyilkos történet         | Scream Queens                     | Grace Gardner                          | főszereplő 1. évad (13 epizód)                         |
| 2017–2019 | The Gifted – Kiválasztottak              | The Gifted                        | Frost nővérek (Esme, Sophie és Phoebe) | - visszatérő szereplő (1. évad) - főszereplő (2. évad) |
| 2021      | Az újonc                                 | The Rookie                        | Charlotte Luster                       | 1 epizód                                               |
| 2021      |                                          | Showmance                         | Casey                                  | főszereplő (7 epizód)                                  |
| 2021      |                                          | Switched Before Birth             | Olivia Crawford                        | tévéfilm                                               |

## Fordítás
- Ez a szócikk részben vagy egészben  a   Skyler Samuels című angol Wikipédia-szócikk ezen változatának fordításán alapul.  Az eredeti cikk szerkesztőit annak laptörténete sorolja fel. Ez a jelzés csupán a megfogalmazás eredetét és a szerzői jogokat jelzi, nem szolgál a cikkben szereplő információk forrásmegjelöléseként.